# Военный ординариат Уганды
 Военный ординариат Уганды (англ. Military Ordinariate of Uganda) — военный ординариат Римско-Католической Церкви, действующий в Уганде. Военный ординариат Уганды, подчиняясь непосредственно Святому Престолу, обеспечивает пастырское окормление военнослужащих угандийской армии и их семей.

## История
20 января 1964 года в Католической церкви в Уганде был организован институт военного капелланства для военнослужащих угандийской армии.
21 июля 1986 года Римский папа Иоанн Павел II выпустил буллу «Spirituali militum curae», которой учредил военный ординариат Уганды. С этого времени военный ординариат Уганды стал отдельной самостоятельной церковной структурой на уровне епархии.

## Ординарии военного ординариата
- епископ Cipriano Biyehima Kihangire (20.01.1964 — 29.08.1997);
- епископ Джеймс Одонго (5.01.1985 — 04.12.2020, до смерти).

## Источник
- Annuario Pontificio, Libreria Editrice Vaticana, Città del Vaticano, 2003, ISBN 88-209-7422-3
- Булла Spirituali militum curae  (лат.)